# Lei de conservação
Em física, uma lei de conservação estabelece que determinada propriedade mensurável de um sistema físico isolado é invariante no tempo. Cada lei de conservação particular (como quantidade de movimento linear e quantidade de movimento angular) é uma identidade matemática que se aplica ao sistema. A física moderna admite, entre outras, as seguintes leis de conservação (para as quais nunca se observou uma violação):
- Lei da conservação de energia
- Lei da conservação do momento linear
- Lei da conservação do momento angular
- Lei da conservação de cargas

Na matemática, usa-se o termo lei de conservação, por analogia, para indicar qualquer quantidade que se mantenha inalterada com o tempo em modelo matemático.